# موجة النسوية الثانية في ألمانيا
كان ظهور الموجة الثانية من النسوية مكونًا رئيسيًا للنسوية في ألمانيا. تأثرت الموجة الثانية (التي ظهرت خلال النصف الأول من القرن العشرين) بشكل كبير بسياسات الرايخ الثالث ومواقفه تجاه أدوار النوعين الاجتماعيين، ومواقف حقبة ما بعد الحرب.

## الموجة الأولى
تاريخيًا، كانت الأنظمة الاجتماعية في جميع أنحاء العالم منظمة بشكل أبوي. يمكن العثور على التراكيب الأبوية في جميع مجالات المجتمع: في بنى السلطة الحكومية، وفي اقتصاديات البلدان النامية، وفي العلوم والطب. ظهرت التغييرات الأولى في هذا النظام على شكل حركة نسوية واعية.
كان ظهور الحركات النسائية ونقاشات حقوق المرأة مرهونًا بأهداف الثورة الفرنسية بتحقيق المساواة العالمية. بتاريخ 14 سبتمبر عام 1791، طالبت النسوية الفرنسية أوليمب دو غوج بحقوق متساوية للرجال والنساء. تأثرت الحركة النسائية، خلال هذه الفترة، غالبًا بالقضايا الطبقية. يُعتقد أن لويس أوتو بيترس هي مؤسسة أول حركة نسائية من الطبقة الوسطى والتي سعت إلى مشاركة النساء في التعليم والسياسة. وفقًا لأوتو-بيترس، كانت المشاركة النسائية في السياسة واجبًا أكثر من كونها حقًا.
تشكلت خلال منتصف القرن التاسع عشر الحركات النسائية في فرنسا، وإنجلترا، والولايات المتحدة وأستراليا. صاغت إيبارتين أوكلار، محررة صحيفة لا سيتوين (المواطنة) مصطلح «النسوية» في عام 1882 بوصفه مبدًا سياسيًا. احتجت أوكلار على قرار الحكومة الفرنسية بحرمان المرأة من حق التصويت ورفضت دفع الضرائب قائلةً: «ليس لدي حقوق، وبالتالي، ليس لدي ضرائب؛ لا أصوت، لا أدفع». طُرح مصطلح أوكلار في عام 1896 في مؤتمر النساء الدولي في برلين كمرادف لمصطلح (حركة النساء).

## الرايخ الثالث والنساء
أدخلت النازية تغييرات جذرية على المجتمع الألماني، أعادت هيكلته ليتمحور حول القيم النازية. في عام 1933، عين أدولف هيتلر بالدور فون شيراخ قائدًا لشبيبة الرايخ. قبل عام 1933، كانت المنظمات الشبابية مثل الكشافة متواجدة كجزء من الرابطات السياسية والمسيحية الألمانية. شكل فون شيراخ حركة شبابية غير رسمية خارجة عن هذه المجموعات، شباب هتلر، وأصبحت العضوية فيها إلزامية في عام 1936.
نُظمت جمعية شباب هتلر حسب النوع الاجتماعي. كانت تحوي مجموعتين:
مجموعة شباب هتلر العسكرية ومجموعة الشباب الألمان، ورابطة الفتيات الألمانية لتدريب الفتيات كي يصبحن «زوجات مطيعات وأمهات».
في عام 1933، منعت النازية البروفسورات من التعليم في الجامعات. قيد التشريع الاشتراكي الوطني من عام 1933 إلى عام 1945 من حرية النساء في الدخول إلى الجامعة، مما أدى إلى انقطاع التوظيف الأكاديمي والتطور الوظيفي للنساء. كان التشريع النازي التمييزي واضحًا أيضًا في لوائح التدريب القضائية في 22 يوليو عام 1934، («انتهاك للمبادئ الأساسية والمقدسة لرجولة الأمة»). دمر النازيون المنظمات النسائية ونفوا أنيتا أوجسبرغ وليدا غوستافا هايمان (رائدات في الحركة النسائية الأولى ومعارضات للنظام النازي) إلى سويسرا في عام 1933.
طُلب من النساء في نهاية الحرب العالمية الثانية تقريبًا العمل في المعامل لتعويض نقص عمالة الذكور. رغم تغير قيمتهن الاقتصادية لكن لم يتغير وضعهن الاجتماعي. وصفت باربرا برينان كيف كان ينظر إليهن قائلةً: «وُصفت النساء اللواتي نجين في الحرب العالمية الثانية غالبًا من خلال صور مألوفة لصفوف طويلة من النساء تخرج البلاد من تحت الأنقاض».

## ما بعد الحرب العالمية الثانية
بعد انهيار الرايخ الثالث، أُعفيت النساء تدريجيًا من واجباتهن الجديدة من خلال إعادة أسرى الحرب. كان على النساء اللواتي خدمن البلاد أثناء الحرب كمتطوعات أو مجندات مواجهة انعكاسات أعمالهن التي أثرت على حياتهن المهنية والشخصية.
لم تكن الحركة النسوية موجودة فعليًا منذ عام 1945 حتى عام 1966. يوضح استثناء مهم في قسم حقوق الإنسان في الدستور الألماني الجديد أنه: «يمتلك الرجال والنساء حقوقًا متساوية». يعتبر ذلك متشابهًا مع دستور جمهورية فايمار الذي تنص فيه المادة 109 على أن: «جميع الألمان متساوون تحت القانون»، و«يمتلك الرجال والنساء الحقوق والواجبات نفسها تمامًا».

### الدستور الألماني لعام 1949
طور الدستور الألماني وكُتب على يد مجموعة مؤلفة من 65 سياسي. كان هناك أربع نساء فقط من ضمن الـ65 سياسي هنّ: فريدا ناديج، وإليزابيث سيلبيرت، وهيلين فيبر وهيلين فيسيل. كانت الأربعة رائدات في الحركة النسائية الألمانية ما بعد الحرب.

#### إليزابيث سيلبيرت
كانت سيلبيرت محامية تلقت تعليمًا ابتدائيًا وثانويًا محدودًا بسبب الفقر. بعد أن وجدت عملًا في مكتب تلغراف، تخرجت سيلبيرت من الجامعة والتحقت بكلية الحقوق في غوتنجن وماربورغ. اجتازت امتحاناتها بمرتبة شرف، واحدةً من خمس طالبات قانون من بين 300 رجل، وذلك قبل تطبيق القوانين التي تمنع النساء من دخول الجامعات في ديسمبر عام 1934. أصبحت ألبرت من كبار المدافعين عن المساواة بين النوعين الاجتماعيين.

#### فريدا ناديج
ولدت فريدا في هيرفورد بتاريخ 11 ديسمبر عام 1897. كانت مثل والدها سياسية ألمانية في الحزب الديمقراطي الاجتماعي الاشتراكي (إس بي دي) حتى عام 1931، وبدأت مسيرتها المهنية السياسية في عام 1916 وانتخبت كممثلة عن مجلس محافظة ويستفاليا. في عام 1933، ألغى الرايخ الثالث المجلس التشريعي (برلمان) للمحافظة ولم تعد ناديج ممثلة فيه بعد ذلك. رفضت أن تلزم نفسها سياسيًا حتى عام 1947، وذلك عندما أصبحت عضوًا منتخبًا في الحزب الديمقراطي الاجتماعي في البرلمان الألماني الجديد لولاية نوردراين-ويستفاليا. إضافة إلى منصبها كممثلة للولاية، اختيرت لتكون عضوًا في المجلس البرلماني. رغم أن سيلبيرت والحزب الاجتماعي الديمقراطي حققا المساواة بين النوعين الاجتماعيين في الدستور الألماني، فإن مطالباتها للمساواة في الحد الأدنى للأجور والمعاملة المتساوية للأطفال المولودين لوالدين متزوجين وغير متزوجين لم تنجح.

#### هيلين فيبر
لم ترتبط هيلين فيبر بعضوية الحزب النازي وقدمت خبرتها بصفتها عضوًا سابقًا في المجلس الوطني، وأصبحت جزءًا من المجلس البرلماني بناء على طلب كونراد أدينور (المستشار الأول لجمهورية ألمانيا الفيدرالية). أثناء صياغة الدستور الألماني، عنون سياسي الاتحاد الديمقراطي المسيحي الألماني (سي دي يو) مضمونه وصاغه بشكل يؤكد على أهمية حياة الإنسان وكرامته. بعد التردد بشأن حقوق المرأة قدمت مقترحًا مضمونه أن «الرجال والنساء متساوون في اختيار وتنفيذ عملهم. إذا أنجزوا العمل نفسه، فإن لديهم الحق بأجور متساوية».

### قانون المساواة في الحقوق
في عام 1957، أصبح قانون حقوق الإنسان ساريًا. يختلف التشريع الألماني عن الأنظمة القانونية البريطانية والأمريكية والتي تستند إلى السوابق القضائية. في ألمانيا، حل القانون المدني الذي يتألف من2385 بند والقانون الجنائي الذي يتألف من 358 بند المسائل القانونية.
شُرع القانون المدني (المتأثر بقانون نابليون) في 1 يناير عام 1900، وكان هناك حاجة لعدة تغييرات لجعله يتماشى مع القيم المعاصرة. في عام 1949 (عندما شُرع الدستور الألماني) لم تكن الحقوق المتساوية موجودة في القانون المدني والقانون الجنائي، وكان الهدف من قانون الحقوق المتساوية هو تصحيح هذا الإغفال. أُجريت التغييرات الأخيرة المتعلقة بعدم المساواة بين الجنسين بتاريخ 25 أبريل عام 2006.

### المشاكل الموجودة
كانت حكومة ألمانيا محافظة منذ عام 1949 حتى عام 1965، واعتُبر كونراد أديناور، مستشارها الكاثوليكي الروماني، مقاومًا للتغييرات. كان الزواج والعائلة محميين من خلال نماذج تقليدية يحتذى بها، ولم يتطابق الوضع القانوني لامرأة متزوجة مع وضع رجل متزوج. حُدد دور الزوج قانونيًا بصفته رب المنزل. كان يتخذ القرارات المهمة وكانت موافقته مطلوبةً كي تفتح زوجته حسابًا بنكيًا. وحتى عام 1977 كانت المرأة المتزوجة بحاجة لموافقة زوجها للحصول على عقد عمل، وهو من كان يقرر كيف يستخدم دخل زوجته. لم يكن يُعاقب على التعنيف (بما فيه الاغتصاب) في الزواج، على عكس الإجهاض.
كانت الفتيات من خلفيات ريفية أو من الطبقة العاملة ممثلة تمثيلًا ناقصًا بشكل كبير في المدارس الثانوية ومدارس التعليم العالي. كان جنود الحرب القدماء يعطون أفضلية في الجامعات القليلة المتبقية في ألمانيا ما بعد الحرب، واستحوذوا على معظم المناصب التعليمية. أجبرت أكثر من خمسين بالمئة من النساء اللواتي تخرجوا من الجيمنازيوم (المدارس الثانوية الأكاديمية الألمانية) على التخلي عن التعليم الأكاديمي الإضافي. كانت تمتلك الجامعات عدد بروفسورات قليل جدًا وكان ثلث النساء فقط يعملن. أُنشئت وظائف حسب الجنس ونمطية للمرأة (تُعرف باسم الوظائف المنخفضة الأجر أو الوظائف الصغيرة) من أجل تشجيع النساء على البقاء ربات بيوت.